# كولن ديفيس
كولن ديفيس (بالإنجليزية: Colin Davis )‏ (و. 1927 – 2013 م) هو موزع، وأستاذ جامعي، وموسيقي، ومعلم موسيقى، ومخرج موسيقي، ومهندس بريطاني، توفي في لندن، عن عمر يناهز 86 عاماً.

## التعليم
تعلم في مستشفى المسيح ‏، والكلية الملكية للموسيقى ‏.

## جوائز
حصل على جوائز منها:
- King's Medal for Music [الإنجليزية]‏ (2009)
- النيشان البافاري الماكسيميلياني للعلوم والفن (1999)
- Royal Philharmonic Society Gold Medal  [لغات أخرى]‏ (1994)
- نيشان الاستحقاق للجمهورية الإيطالية من رتبة قائد (28 فبراير 1976)[8]
- قائد وسام الامبراطورية البريطانية
- قائد الفنون والآداب
- جائزة غرامي
- Echo Klassik [الإنجليزية]‏
- نيشان أسد فنلندا
- نيشان جوقة الشرف من رتبة ضابط
- وسام رفقاء الشرف
- وسام الاستحقاق البافاري
- صليب القائد لنيشان استحقاق جمهورية ألمانيا الاتحادية.

## وصلات خارجية
- كولن ديفيس على موقع IMDb (الإنجليزية)
- كولن ديفيس على موقع الموسوعة البريطانية (الإنجليزية)
- كولن ديفيس على موقع مونزينجر (الألمانية)
- كولن ديفيس على موقع ميوزك برينز (الإنجليزية)
- كولن ديفيس على موقع إن إن دي بي (الإنجليزية)
- كولن ديفيس على موقع أول ميوزيك (الإنجليزية)
- كولن ديفيس على موقع ديسكوغز (الإنجليزية)
- كولن ديفيس في قاعدة بيانات الأفلام على الإنترنت